# Єленовка (Казахстан)
Єле́новка (каз. Еленовка) — село у складі Зерендинського району Акмолинської області Казахстану. Адміністративний центр Булацького сільського округу.
Населення — 1175 осіб (2021; 1346 у 2009, 1575 у 1999, 1666 у 1989).
Національний склад станом на 1989 рік:
- росіяни — 31 %;
- казахи — 29 %;
- німці — 29 %.